# Steige
Steige je občina v departmaju Bas-Rhin francoske regije Alzacija.
Leta 2011 je v občini živela 601 oseba oz. 61 oseb/km².